# 蔓木鋼音
蔓木 鋼音（つるぎ はがね）は日本のイラストレーター。静岡県浜松市出身。主に男性向けアダルトゲーム（美少女ゲーム）の原画、キャラクターデザインやライトノベルの挿絵を担当している。2005年まではF&CおよびDreamSoft、2006年からはSkyFishにてゲーム製作に携わる。2011年にSkyFishを退社し、フリーとなった。また、「たたらば」という名の同人サークルを運営している。

## 担当作品

### アダルトゲーム
- F&C・FC03
  - 虹の彼方に（2003年2月7日、原画）
  - Natural Another One（2003年9月6日、原画）
- DreamSoft
  - North Wind（2004年9月24日、グラフィック）
  - Natural Another One 2nd -Belladonna-（2005年10月28日、原画）
- SkyFish
  - ふぁみ☆すぴ!! 〜FamiliarSpirits!!〜（2006年12月15日、原画）
  - 白銀のソレイユ（2007年3月30日、原画）
  - はるかぜどりに、とまりぎを。（2007年10月26日、原画）
  - 鋼炎のソレイユ（2008年4月25日、原画）
  - Primary 〜Magical★Trouble★Scramble〜（2009年6月26日、原画）
  - はるかぜどりに、とまりぎを。 2nd Story 〜月の扉と海の欠片〜（2010年1月29日、原画）
  - 蒼穹のソレイユ〜FULLMETAL EYES〜（2011年2月25日、原画）
  - 虹翼のソレイユ -VII's World-（2012年4月27日、原画）
  - ガーディアン☆プレイス 〜ドエスの妹と3人の嫁〜（2013年4月26日、原画）
- SkyFish poco
  - ぽちとご主人様（2011年8月26日、原画）
- バグシステム
  - ヘイズマン -THE LOCAL HERO-（2017年9月29日、クリーチャー原画）
- 戯画
  - BALDR BRINGER（2017年10月27日、原画）
  - BALDR BRINGER EXTEND CODE（2018年5月25日、原画）
- Azurite
  - タマユラミライ（2019年5月31日、妖異原画）
- POISON MOTION
  - 寝取られプリンセス ～姫も女王も女騎士も、気付いた時には寝取られ済み～（2022年3月25日、原画）

### ライトノベル
- 『魔法の材料ございます  ドーク魔法材店三代目仕入れ苦労譚』（著者：葵東、GA文庫）
- 『ぱんどら』（著者：西野かつみ、MF文庫J）
- 『ワールドエンド・ヴァルキリー』（著者：九重一木、角川スニーカー文庫）
- 『とわいすあっぷっ!』（著者：阿羅本景、スーパーダッシュ文庫）
- 『あるゾンビ少女の災難』（著者：池端亮、角川スニーカー文庫）
- 『あるゾンビ少女の入学』（著者：池端亮、角川スニーカー文庫）
- 『よろず屋退魔士の返済計画』（著者：SOW、オーバーラップ文庫）
- 『ヴァルキリーワークス』（著者：逢空万太、GA文庫）
- 『ソード・ワールド2.0イラストレーターリプレイ ガレリア×ダンジョンズ』（著者：藤澤さなえ/ベーテ・有理・黒崎/グループSNE、富士見ドラゴンブック）
- 『ソード・ワールド2.0リプレイ できそこないの転生伝承』（著者：大井雄紀/グループSNE、富士見ドラゴンブック）
- 『土魔法に栄光を!』（著者：烏丸鳥丸、富士見書房FUJIMI SHOBO NOVELS→カドカワBOOKS）
- 『異世界支配のスキルテイカー 〜ゼロから始める奴隷ハーレム〜』（著者：柑橘ゆすら、講談社ラノベ文庫）
- 『S級御曹司たちがゆく、異世界契約支配者生活《ルーラーズ・ライフ》』（著者：明月千里、GA文庫）
- 『転生魔術師の英雄譚』（著者：佐竹アキノリ、ヒーロー文庫）
- 『ドMでちっこい先輩とお付き合いすることになりました』（著者：高橋徹、DIVERSE NOVEL）
- 『斧使いのおっさん冒険者イチャエロハーレム英雄譚』（著者：いかぽん、ファミ通文庫）
- 『山に捨てられた俺、トカゲの養子になる 魔法を極めて親を超えたけど、親が伝説の古竜だったなんて知らない』（著者：可換環、Kラノベブックス）
- 『魔王と魔女の英雄神話』（著者：神ノ木真紅、講談社ラノベ文庫）

### アニメ
- 城下町のダンデライオン（第3話提供バックイラスト）
- アンジュ・ヴィエルジュ（第3話提供バックイラスト）

### その他
- 「かになべ」蔓木鋼音アートワークス&カレンダー（2005年1月28日）
- クイーンズブレイド リベリオン 超振動戦乙女 ミリム（2009年4月18日、キャラクターデザイン）
- 萌え萌え真・武器大全 剣の書（2009年12月24日、表紙イラスト）
- The collection of 蔓木鋼音 pictures Exhibition at Walhalla（マックス出版、2011年3月）
- DMM GAMES 千年戦争アイギス 神官戦士団長エクス キャラクターデザイン
- DMM GAMES 千年戦争アイギス 封獣の剣士ラテリア キャラクターデザイン